# Gastronomía tradicional

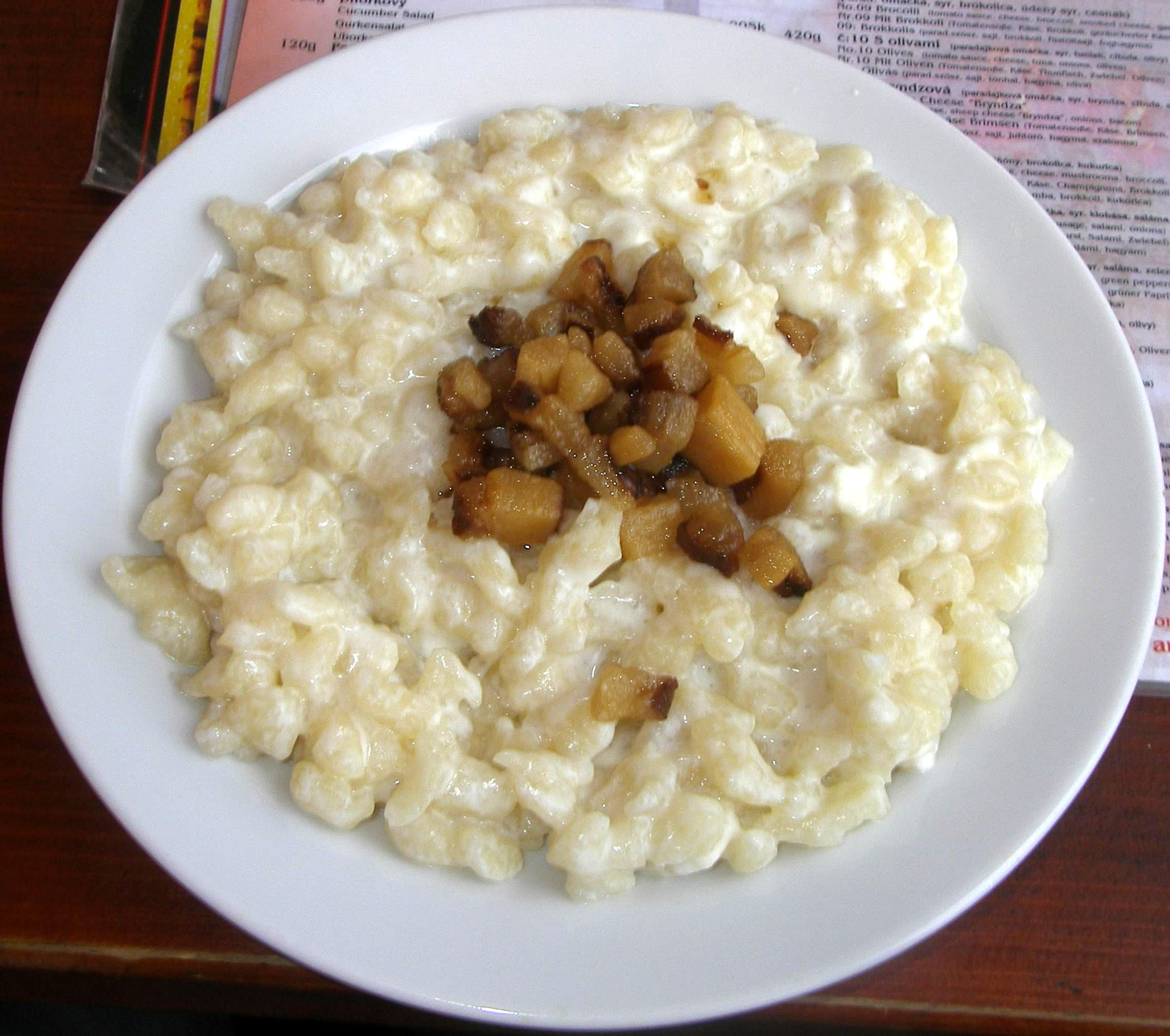
Bryndzové halušky (albóndigas de patata con queso de leche de oveja) es un alimento tradicional de los pastores en Eslovaquia.

Se define como gastronomía o cocina tradicional a toda la tradición culinaria (es decir, técnicas culinarias, producción, procesado y consumo de alimentos y bebidas, y preparaciones culinarias) que se transmiten de madres y padres a hijas e hijos en el contexto de una cultura y una tierra determinada, en las que se ha practicado esta gastronomía durante muchas generaciones. Se puede definir por su opuesto, la gastronomía global, la que se integra en una cultura desde el extranjero.
La gastronomía tradicional está considerada desde el enfoque de la tradición y pueden tener un precedente histórico en la gastronomía regional o cocina local. Los alimentos y bebidas tradicionales pueden ser tanto producidos para la venta como hechos en casa, en restaurantes y pequeños fabricantes, y en grandes instalaciones de plantas de procesamiento de alimentos.
De acuerdo con la Convención para la Salvaguardia del Patrimonio Cultural Inmaterial de la UNESCO, la gastronomía tradicional infunde «un sentimiento de identidad y continuidad».
Algunos alimentos tradicionales tienen indicaciones geográficas y especialidades tradicionales en las designaciones de la Unión Europea según los esquemas de indicaciones geográficas y especialidades tradicionales de la Unión Europea: Denominación de origen protegida (DOP), Indicación geográfica protegida (IGP) y Especialidades tradicionales garantizadas (TSG). Estas normas sirven para promover y proteger los nombres de productos agrícolas y alimenticios de calidad.

## Distinción entre tradicional y nacional
Las cocinas o gastronomías nacionales son las que representan a cada nación o país del mundo. La cocina nacional, a diferencia de la cocina tradicional, es una construcción ideológica nacionalista, que reivindica el hecho de que una selección de alimentos, preparaciones, platos y bebidas son parte intrínseca de la identidad nacional. La nación es un concepto imaginario, y así lo es también la cocina nacional. Señala el gastrónomo británico Felipe Fernández-Armesto que «las cocinas nacionales nunca son nacionales en su origen», y que «empiezan como hábitos culinarios regionales con ingredientes limitados por el entorno natural». Por ejemplo, la paella hoy es considerada un icono de la cocina española (cocina nacional), que surge del hábito común de cocinar el arroz «a la valenciana» (cocina tradicional), que a su vez nace en la huerta valenciana, una región llana y fértil con abundantes arrozales (cocina regional). 
La dirección opuesta se puede dar cuando los estados actúan en favor de la creación de una cocina de la nación, derivando en una homogeneización de la cocina tradicional. Cuando una cocina adquiere la etiqueta de «nacional», sufre una especie de fosilización, en la que «su pureza debe protegerse de la influencia extranjera». La cocina tradicional se define en relación con los pocos productos básicos que se pueden obtener fácilmente en su lugar de procedencia. No solamente los platos se pueden convertir en «nacionales» (véase plato nacional), sino que incluso los alimentos o las formas de prepararlos se pueden convertir en señas de identidad colectivas.

## Distinción entre tradicional y típico

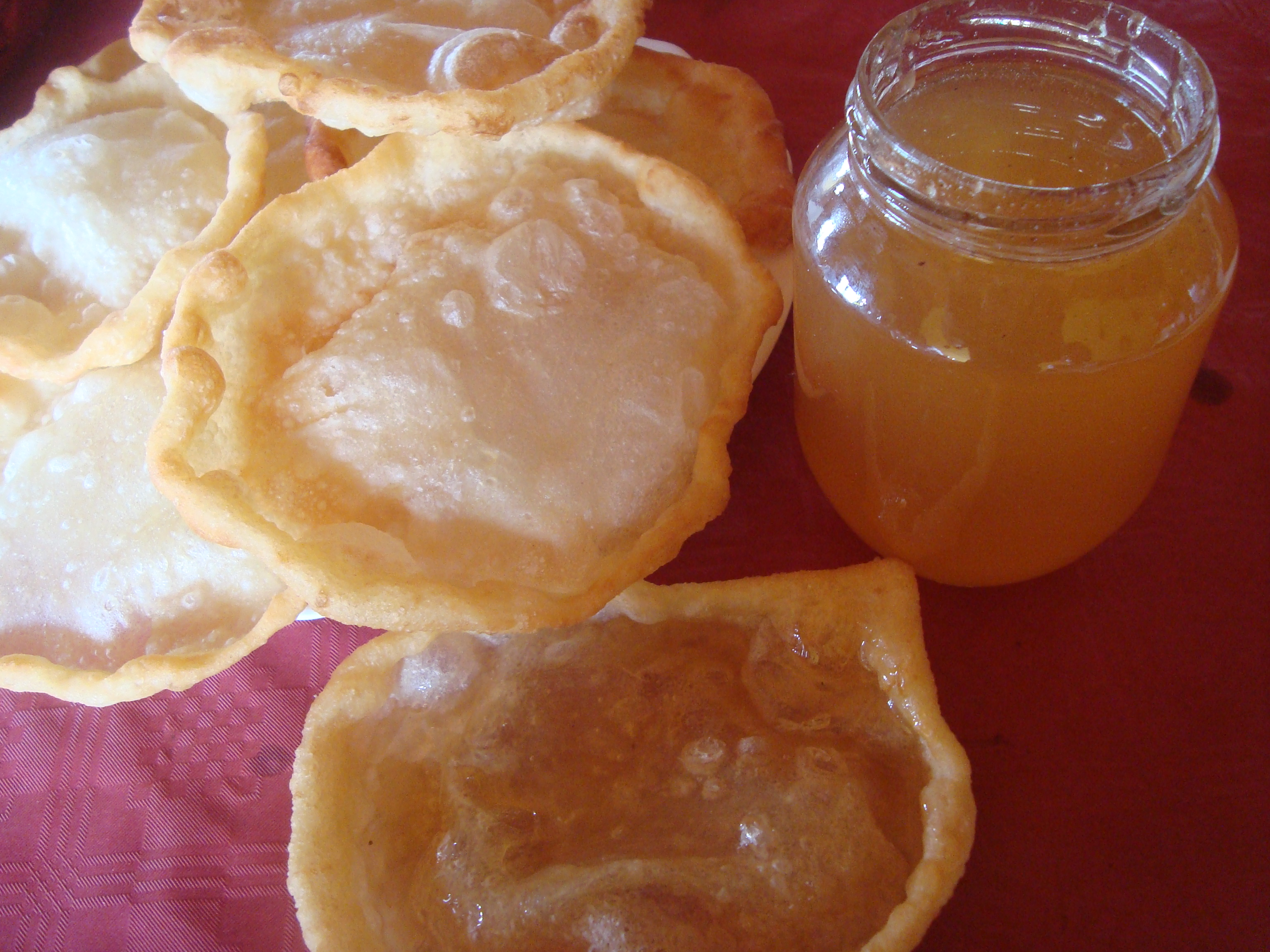
Alosetes amb mel, gastronomía típica de Xert

Aunque es común que se usen como sinónimos, lo cierto es que la cocina «tradicional» y la cocina «típica» se consideran dos conceptos diferentes según la antropología gastronómica; el primero se refiere a las costumbres culinarias que se heredan invariablemente de manera oral, a pequeña escala en el ámbito familiar, y a gran escala en una comunidad como parte de su cultura e identidad. En cambio, cuando se habla de cocina típica (o «popular») es aquella que gusta a la mayoría de la gente de un lugar y se replica masivamente. Por lo tanto, un plato tradicional puede ser típico y viceversa, pero ni mucho menos todos los platos típicos son tradicionales ni los tradicionales son típicos.
La mayoría de platos tradicionales surgen de la habilidad de las amas de casa que con creatividad y sensatez combinaron las técnicas y los ingredientes que tenían a mano para crear nuevas recetas. Si esa receta gusta a la gente, se vuelve digna de ser imitada. Dicho de otra manera, se difunde y se replica tantas veces que se vuelve una receta clásica. Por ello, la tradición culinaria está conformada por una vasta variedad de recetas clásicas, las cuales, necesariamente, están ligadas a una tierra de origen, unos productos específicos y unos hábitos locales y concretos. Hay recetas clásicas que pueden caer en el olvido y desaparecer para siempre, pero si se consumen masivamente, pasan a formar parte de la cocina típica de un lugar. La antropóloga culinaria mexicana Maru Toledo agrega un tercer concepto a este proceso, que es el de la cocina «típica comercial», cosa que no existió hasta la mercantilización de la cocina (un proceso que se ha dado muy recientemente, si observamos la cronología completa de la historia de la comida).

### Cocina mercantilizada
La cocina mercantilizada se apropia de las características de lo tradicional (incluso del mismo adjetivo «tradicional», en numerosas ocasiones) pero el fin no es otro que el lucro económico. Por ello, no desea profundizar en el origen, ni en el contexto ni mucho menos la diversidad en torno a los platos que vende. Finalmente, la población, por lo general sin muchos conocimientos culinarios, cree que esa comida que le venden es la suya propia, dándose una forma de aculturación gastronómica y simplificando la diversidad de productos, técnicas, recetas y demás aspectos culinarios del lugar.

## Lectura complementaria
- Ferrando, R. (1981). Traditional and Non-traditional Foods. FAO food and nutrition series. Food and Agriculture Organization of the United Nations. pp. 1-156. ISBN 978-92-5-100167-7.
- Yanagida, F.; Kenkyūjo, Tōkyō Nōgyō Daigaku. Sōgō (1987). Traditional foods and their processing in Asia. NODAI Research Institute, Tokyo University of Agriculture.
- Zaigui, L.; Hongzhuo, T. (2009). Traditional Chinese Foods: Production and Research Progress. Food science and technology series. Nova Science Publishers. ISBN 978-1-60692-902-5.
- Ray, R.C.; Didier, M. (2014). Microorganisms and Fermentation of Traditional Foods. Food Biology Series. Taylor & Francis. ISBN 978-1-4822-2308-8.

- Datos: Q19708506
- Multimedia: Traditional food / Q19708506